# Stainborough
Stainborough – wieś w Anglii, w hrabstwie ceremonialnym South Yorkshire, w dystrykcie metropolitalnym Barnsley. Leży 15 km na północ od miasta Sheffield i 242 km na północny zachód od Londynu.